# XnGine
Die XnGine ist eine Spiel-Engine, die vom US-amerikanischen Unternehmen Bethesda Softworks für das Betriebssystem MS-DOS entwickelt wurde. Die Software war technische Grundlage für die Entwicklung mehrerer Computerspiele aus dem Hause Bethesda, die zwischen 1995 und 1999 erschienen.

## Beschreibung
Die XnGine beinhaltete unter anderem die Fähigkeit zur Berechnung physikalischer Bewegungen, eine dreidimensionale Darstellung der Umgebung und Darstellung von Licht und Schatten. Das erste Computerspiel, das die XnGine benutzte, war The Terminator: Future Shock. Nach Angabe von Bethesda-Chefentwickler Todd Howard war es zugleich das erste dreidimensionale Computerspiel, das eine auf Maus-Steuerung zugeschnittene Benutzeroberfläche besaß, die zu diesem Zeitpunkt bei Spielern jedoch noch nicht sehr beliebt war. Seit dem Jahr 1997 unterstützte die XnGine eine höhere Bildschirmauflösung und konnte deshalb mehr Details am Bildschirm zeigen.
Mit The Elder Scrolls Adventures: Redguard wurde im Jahr 1998 die Unterstützung für 3D-Grafikkarten implementiert, die mit Grafikprozessoren von 3dfx ausgestattet waren. Die Konkurrenztechniken von Matrox und Nvidia wurden dagegen nicht unterstützt.
Laut Howard prägten die Arbeiten mit der XnGine weit über ihren tatsächlichen Einsatzzeitraum hinaus das Vorgehen Bethesdas bei der Weiterentwicklung ihrer Elder-Scrolls-Reihe, insbesondere bei der Welterschaffung.

## Spiele mit der XnGine
- The Terminator: Future Shock (1995)
- The Terminator: Skynet (1996)
- The Elder Scrolls II: Daggerfall (1996)
- XCar: Experimental Racing (1997)
- An Elder Scrolls Legend: Battlespire (1997)
- The Elder Scrolls Adventures: Redguard (1998)
- NIRA: Intense Import Drag Racing (1999)

Ursprünglich sollte auch Morrowind (2002), der dritte Teil der Elder-Scrolls-Reihe, die XnGine benutzen, verwendete schließlich aber die Gamebryo-Engine.